# Chennevières-sur-Marne
Chennevières-sur-Marne és un municipi francès, situat al departament de la Val-de-Marne i a la regió de l'Illa de França.
Forma part del cantó de Champigny-sur-Marne-2 i del districte de Nogent-sur-Marne. I des del 2016, de la divisió Grand Paris Sud Est Avenir de la Metròpoli del Gran París.